# Capanemia micromera
Capanemia micromera är en orkidéart som beskrevs av João Barbosa Rodrigues. Capanemia micromera ingår i släktet Capanemia och familjen orkidéer. Inga underarter finns listade i Catalogue of Life.

## Bildgalleri

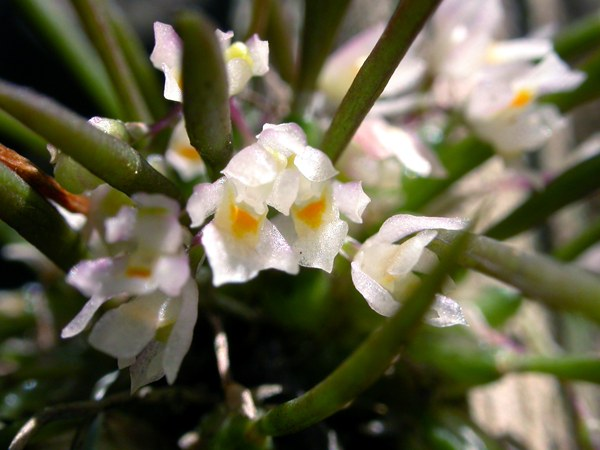
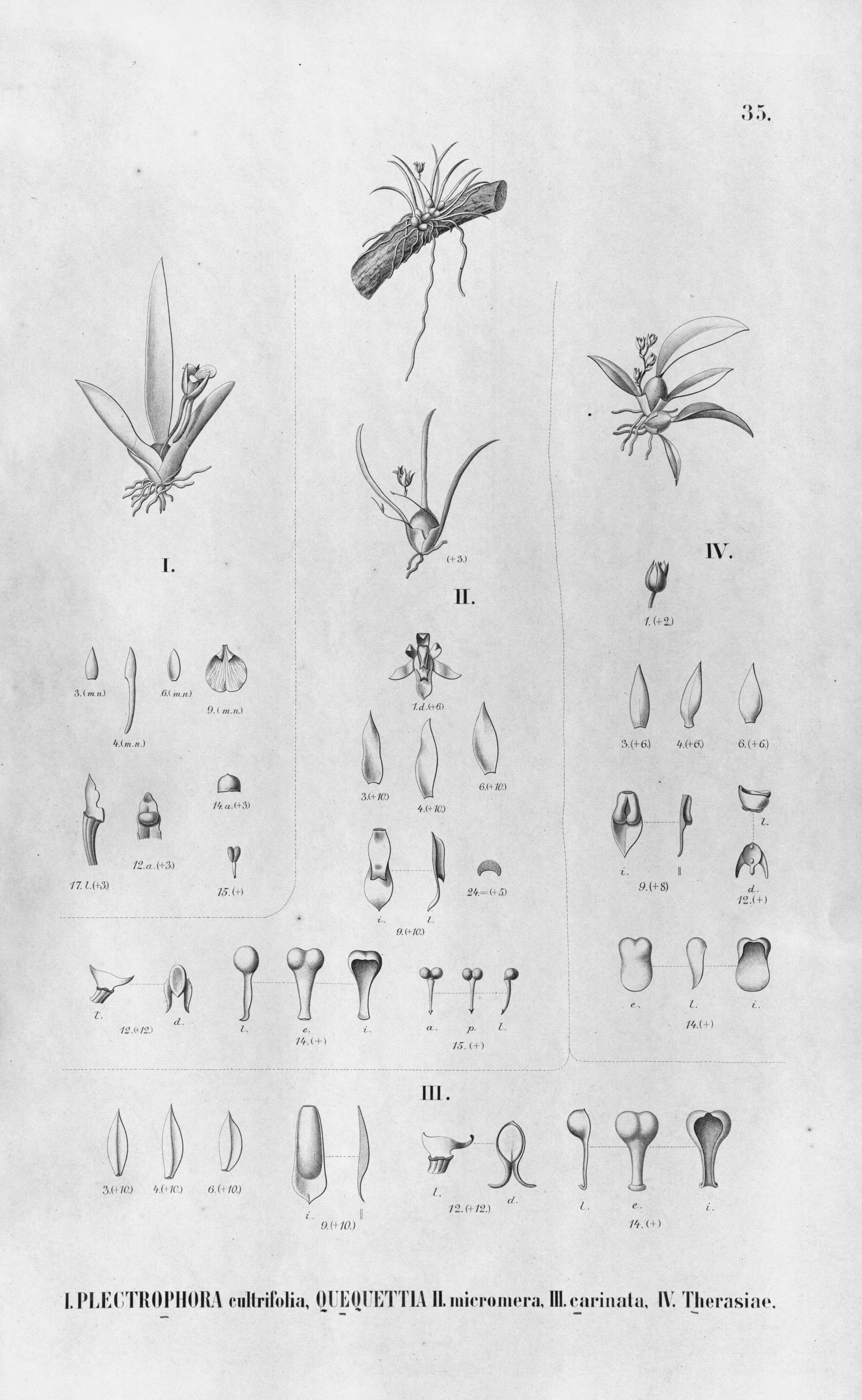